# Guerra del Mullah
La guerra del Mullah,  anche detta campagna del Somaliland o guerra anglo-somala, fu un lungo conflitto di guerriglia svoltosi tra il 1900 e il 1920 nei territori corrispondenti all'attuale Somalia e nelle zone di confine tra questa e l'odierna Etiopia: il leader islamista somalo Mohammed Abdullah Hassan, soprannominato dai britannici "il Mullah Pazzo" (Mad Mullah), riuscì nell'intento di unire svariati clan e tribù nel suo paese in un unitario movimento di opposizione al colonialismo di stampo europeo, dando inizio a una campagna di guerriglia e razzie ai danni del possedimento della Somalia britannica (o Somaliland) e, in misura minore, della Somalia italiana e delle zone dell'Ogaden rivendicate dall'Impero d'Etiopia.
I guerrieri di Abdullah Hassan, soprannominati "dervisci", riuscirono nell'intento di ritagliarsi il controllo di una fetta di territorio nelle zone meridionali del Somaliland, fondando un abbozzo di comunità statale nota come "Stato dei dervisci", con capitale il forte di Taleh; nonostante l'aiuto fornito nel periodo della prima guerra mondiale dall'Impero ottomano e dal nuovo imperatore d'Etiopia ligg Iasù, il movimento dei dervisci andò incontro a un progressivo declino, fino all'occupazione di Taleh da parte dei britannici nel gennaio del 1920. La morte di Abdullah Hassan nel dicembre del 1920 decretò di fatto la fine del conflitto.

## Antefatti

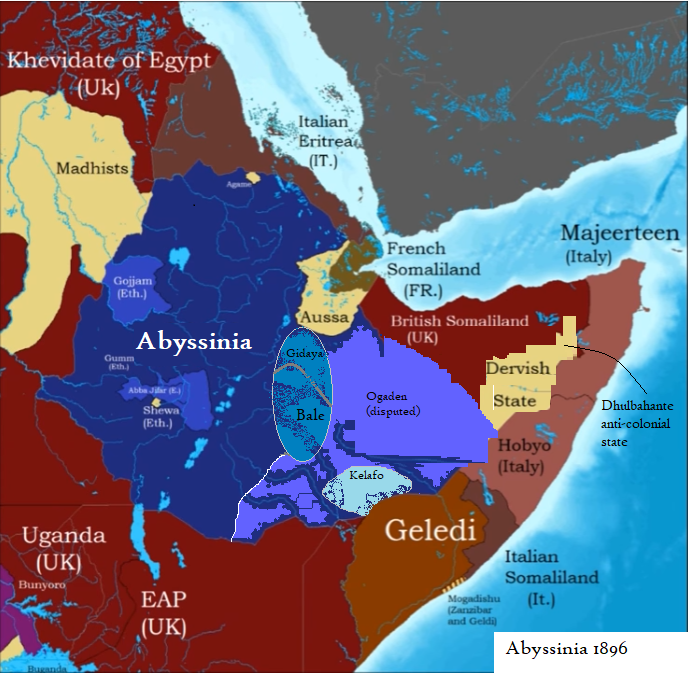
Carta del Corno d'Africa nel 1896

Nella seconda metà del XIX secolo, i territori dell'odierna Somalia erano privi di un unitario ordinamento statale, suddivisi come erano tra più sultanati diversi ma soprattutto in una miriade di clan e sottoclan tribali spesso in lotta gli uni contro gli altri. I principali centri urbani della costa orientale, affacciati sull'oceano Indiano, costituirono un possedimento d'oltremare del Sultanato dell'Oman fino al 1861, quando passarono al neo-indipendente Sultanato di Zanzibar, il quale tuttavia non esercitava alcuna autorità nelle regioni dell'interno; a nord, i porti affacciati sul golfo di Aden, tradizionalmente un possedimento dell'Impero ottomano, passarono brevemente sotto il controllo nominale dell'Egitto tra il 1821 e il 1841 riguadagnando poi una certa autonomia interna, mentre una serie di sultanati indipendenti controllava la zona più a oriente, nei pressi del Capo Guardafui.
La penetrazione coloniale nelle regioni somale procedette per gradi. Tra il 1873 e il 1874, l'Egitto iniziò a insediare delle guarnigioni presso i principali porti della Somalia settentrionale come Tagiura, Zeila e Berbera, spingendosi nell'interno fino ad Harar (importante centro commerciale dell'Etiopia orientale) ed occupando per breve tempo anche qualche centro lungo la costa orientale, come Brava e Chisimaio; gli egiziani ottennero un riconoscimento formale delle loro acquisizioni sia dall'Impero ottomano (da cui formalmente dipendevano) sia dal Regno Unito (che esercitava un'influenza coloniale sull'Egitto stesso), ma non riuscirono che a esercitare una limitata influenza nelle regioni dell'interno. Il dominio egiziano continuò fin verso il 1884, quando per effetto della guerra Mahdista in Sudan questi lontani possedimenti furono abbandonati e le guarnigioni ritirate; nell'interno, Harar fu conquistata nel 1887 dai cristiani abissini della Scioa, intenti a unificare l'Etiopia sotto un unico dominio e a penetrare nelle regioni orientali abitate da mussulmani, importanti fonti di schiavi e bestiame.
Il Corno d'Africa stava ormai attirando le attenzioni anche delle potenze coloniali europee. Dopo aver acquistato il porto di Obock dai sultanati locali nel 1861, tra il 1883 e il 1887 la Francia sottoscrisse una serie di trattati di amicizia e protettorato con i clan Issa e Afar insediati attorno al Golfo di Tagiura, dando poi vita alla colonia della Côte française des Somalis ("Costa francese dei Somali", l'odierno Gibuti). Insediati ad Aden dal 1839, i britannici iniziarono a interessarsi ai territori posti sull'altra sponda dell'omonimo golfo dopo il ritiro delle guarnigioni egiziane: dopo vari accordi preliminari con i clan del luogo, nel 1888 venne sottoscritto un trattato con il potente sultanato di Warsangali e il Regno Unito istituì il protettorato della Somalia britannica o Somaliland; le tensioni con i vicini possedimenti francesi, che rischiarono di trasformarsi in un conflitto aperto, furono infine risolte con la firma il 1º febbraio 1888 di un trattato che delimitò i confini tra le due colonie. Una volta consolidato il suo possedimento, il governo britannico si disinteressò al Somaliland: il territorio serviva come base per ostacolare le influenze coloniali delle altre potenze europee e contrastare la tratta degli schiavi, ancora molto attiva nel Corno d'Africa, ma le regioni dell'interno erano sostanzialmente inutili ai fini dei britannici, il cui interesse non andava oltre i porti sulla costa.
Il territorio della Somalia orientale rimaneva una delle poche zone dell'Africa ancora libere da influenze europee, e finì quindi per attirare l'attenzione del Regno d'Italia, intento in quegli anni a costruire un proprio impero coloniale: grazie ai buoni uffici del governo di Londra, il 3 agosto 1889 gli italiani ottennero in affitto dal sultano di Zanzibar (di lì a poco trasformato in un protettorato britannico) i quattro più importanti porti della regione somala del Benadir, ovvero Brava, Merca, Uarsceik e Mogadiscio, stabilendo così una prima presenza nella zona. L'interesse dell'Italia si focalizzò sulla regione compresa tra il fiume Giuba a sud (eletto al confine con l'Africa Orientale Britannica) e il porto di Bender Ziada a nord (alla frontiera orientale del Somaliland), regione spartita principalmente tra i sultanati di Obbia e di Migiurtinia, posti a nord del Benadir: tra il febbraio e l'aprile del 1889 i due sultani (Yusuf Ali Kenadid di Obbia e Osman Mahamuud di Migiurtinia) sottoscrissero trattati di protettorato con l'Italia, mentre una spedizione navale della Regia Marina procedette all'occupazione dei restanti territori costieri del Benadir. I nuovi possedimenti somali furono affidati in gestione a delle società private, prima la "Compagnia Italiana per la Somalia V. Filonardi e C." del console a Zanzibar Vincenzo Filonardi e poi, dopo il fallimento di questa nel 1896, la "Compagnia del Benadir" promossa dall'esploratore Antonio Cecchi e composta da una cordata di imprenditori milanesi; la gestione delle due compagnie, prive delle risorse per avviare un concreto sviluppo della regione e del resto preoccupate principalmente di trarre profitti economici, si rivelò disastrosa, tanto che nel gennaio del 1905 il governo italiano assunse direttamente l'amministrazione dei territori somali, fondando la colonia della Somalia italiana.

## La guerra

### Il Mullah

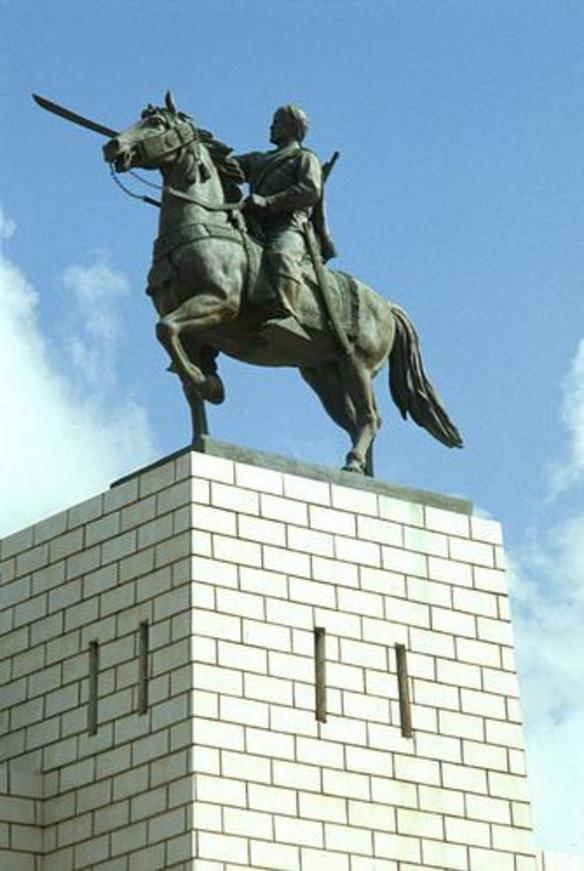
La moderna statua dedicata a Mohammed Abdullah Hassan a Mogadiscio.

Mohammed Abdullah Hassan nacque nell'aprile del 1856 (la data precisa è incerta) in un villaggio della regione del Nogal, al confine tra Somaliland e Migiurtinia; membro per parte di padre del sotto-clan degli Ogaden, appartenente alla più ampia famiglia dei Darod, trascorse l'infanzia presso il clan materno dei Dhulbahante o Dulbohanta, ottenendo il titolo di sceicco. Lasciata la Somalia, trascorse un lungo soggiorno alla Mecca dove si avvicinò alla ṭarīqa (confraternita islamica) della Salehiya o Saalihiya, fondata dal santone sudanese Mohamed Saleh (o Salih) e propugnatrice di un Islam molto rigido e intransigente; nel 1895 Abdullah Hassan iniziò la sua predicazione a Berbera, centro amministrativo della Somalia britannica, scagliandosi non solo contro alcuni dei tradizionali costumi somali, poco rispettosi dei riti religiosi, ma anche contro la penetrazione di missionari cristiani nella regione, e quindi contro la politica coloniale dei britannici. La predicazione ottenne scarsi risultati a Berbera, dove la maggioranza della popolazione era fedele alla confraternita della Qadiriyya, e nel 1897 Abdullah Hassan si ritirò a Kirrit, nelle regioni dell'interno, presso il clan materno dei Dhulbahante: fondata una propria confraternita, ricominciò la sua opera di predicazione, puntando su una forte carica anti-occidentale e annunciando un jihād contro i colonizzatori stranieri, britannici ed etiopi in particolare; nel tentativo di superare le secolari divisioni tribali e claniche dei somali, il mullā ("maestro") cercò di fondare una comunità unita dalla comune fede islamica, definendo i suoi seguaci non con i nomi delle rispettive tribù ma con il termine onnicomprensivo di daraawiish, "dervisci".
Il 12 aprile 1899 il console generale britannico a Berbera, James Hayes Sadler, inviò al Foreign Office di Londra un primo rapporto sulle attività di Abdullah Hassan, stimando che questi avesse già raccolto circa 3 000 seguaci; nell'agosto seguente, il Mullah riunì presso la cittadina di Burao circa 5 000 uomini in armi, di cui 200 dotati di fucili moderni, compiendo poi una prima razzia contro la cittadina di Sheikh, a meno di 100 chilometri da Berbera, i cui abitanti non avevano risposto ai suoi appelli. Il 1º settembre 1899 Abdullah Hassan spedì un ultimatum alle autorità britanniche di Berbera, ma pochi giorni dopo il suo movimento cominciò a mostrare segni di cedimento a causa delle mai sopite divisioni tribali: dopo aver fatto mettere a morte il sultano dei Dhulbahante Ali Farah, reo di non essersi schierato dalla sua parte, il Mullah venne abbandonato da molti seguaci appartenenti al suo clan materno, e dovette ben presto lasciare il Somaliland rifugiandosi nel villaggio di Boholte, presso la tribù paterna degli Ogaden. Qui il Mullah riprese la sua predicazione raccogliendo subito molti seguaci tra gli Ogaden, minacciati direttamente dall'aggressiva espansione etiope verso est; Abdullah Hassan ottenne anche un aiuto in armi e munizioni da parte del sultano di Migiurtinia Osman Mahamuud, intenzionato a utilizzare i dervisci contro il suo rivale di Obbia Yusuf Ali Kenadid al quale contendeva diversi territori nella valle del fiume Nogal.
Nel marzo del 1900 i dervisci iniziarono ad attaccare le carovane mercantili che da Harar si inoltravano nel territorio degli Ogaden, provocando la reazione degli etiopi: una colonna di 1 500 uomini sotto il grasmac (generale) Bante compì razzie punitive nell'Ogaden, ma fu poi assalita a Giggiga da quasi 6 000 dervisci guidati dal Mullah; la miglior disponibilità di fucili moderni consentì agli etiopi di respingere l'attacco, ma le loro razzie permisero ad Abdullah Hassan di raccogliere ancora più seguaci tra gli Ogaden, iniziando poi a spingere le sue incursioni anche oltre la frontiera con il Somaliland. Nella primavera del 1901 britannici ed etiopi decisero di organizzare una spedizione comune contro i ribelli: 1 500 mercenari somali inquadrati da ufficiali britannici, agli ordini del tenente colonnello Eric John Eagles Swayne, mossero da nord contro il villaggio di Jahelli, dove il Mullah era acquartierato, mentre da Harar 15 000 etiopi si diressero verso est; per la maggior parte montati a cavallo, i dervisci riuscirono a eludere la lenta armata etiope e, benché fossero stati per tre volte agganciati in combattimento dai britannici, evitarono di andare incontro a una sconfitta. Dopo tre mesi di campagna, il Mullah portò i suoi guerrieri al sicuro oltre il confine con la Migiurtinia, obbligando i britannici a sospendere l'inseguimento.

### La rivolta si estende

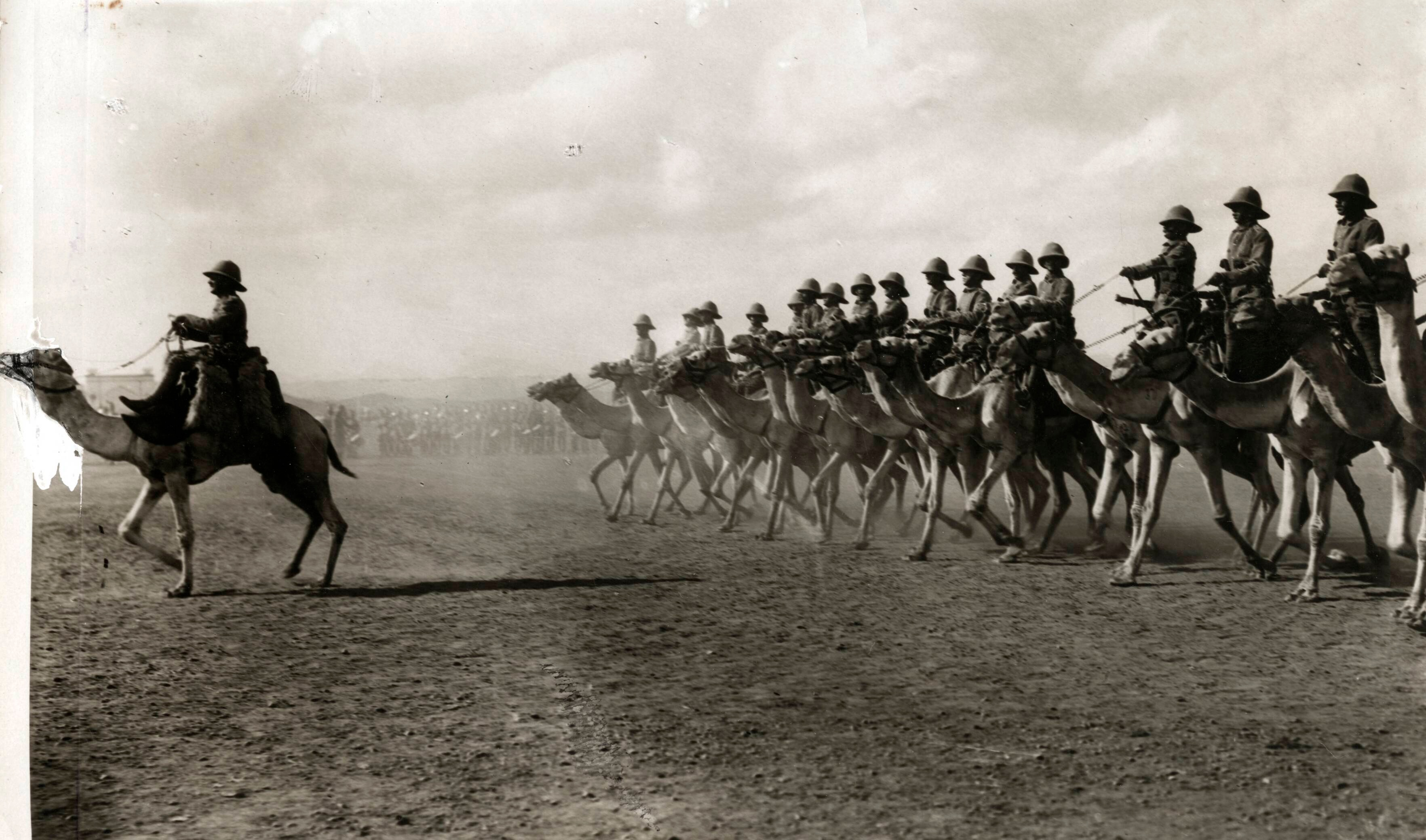
Truppe cammellate britanniche nel 1913.

Benché la Migiurtinia avesse dovuto subire nell'aprile del 1901 una spedizione punitiva congiunta degli italiani e di Obbia per il sostegno dato ai dervisci, il sultano Osman Mahamuud continuò a fornire appoggio ai ribelli somali sia in fatto di rifornimenti di fucili e munizioni, sia fornendo rifugi sicuri dove il Mullah potesse riorganizzare le sue forze. Nell'ottobre del 1901 Abdullah Hassan riportò i suoi guerrieri, saliti a 12 000 uomini e 1 000 fucili, nel sud del Somaliland, iniziando una serie di razzie contro i possedimenti del clan dei Dhulbahante, a lui ostile; contemporaneamente, il Mullah tenne fede ai suoi accordi con Osman Mahamuud e condusse anche una serie di attacchi contro Obbia, catturando nell'estate del 1902 l'importante città di Gallacaio e compiendo saccheggi nelle terre dei vassalli del sultano Yusuf Ali Kenadid. La rinnovata attività dei dervisci obbligò i britannici a organizzare una nuova campagna, e il colonnello Swayne radunò un contingente di 2 300 uomini tra reclute somale e regolari africani dei King's African Rifles, dotati anche di cannoni e mitragliatrici; dopo alcuni successi iniziali, il 6 ottobre 1902 la forza di Swayne cadde in un'imboscata dei dervisci mentre attraversava la boscaglia nei pressi del villaggio di Erigo: le reclute somale cedettero di schianto, provocando un ripiegamento disordinato dell'intero contingente verso Buuhoodle e l'abbandono di una mitragliatrice Maxim in mano ai ribelli.

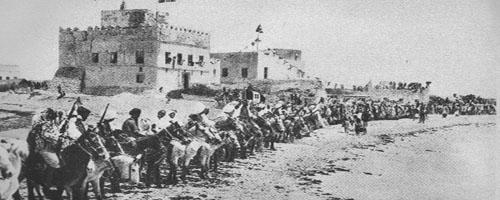
Un contingente di guerrieri a cavallo del Sultanato di Obbia.

La conclusione disastrosa della seconda spedizione contro i dervisci portò il Regno Unito a progettare una campagna più articolata per il 1903, coinvolgendo anche nelle operazioni gli italiani e gli etiopi: secondo i piani, tre colonne avrebbero dovuto convergere sul territorio controllato dai ribelli provenendo da Harar a ovest, da Berbera a nord e da Obbia a sud-est, ma l'Italia, ancora alle prese con gli effetti del disastro patito nella battaglia di Adua del 1º marzo 1896, si dimostrò riluttante a farsi coinvolgere in prima persona nelle operazioni belliche, pur acconsentendo che un contingente britannico sbarcasse a Obbia e attraversasse il territorio italiano; il sultano Yusuf Ali si dimostrò parimenti riluttante a farsi coinvolgere ancora di più nella guerra contro il Mullah, temendo maggiori rappresaglie, ma fu destituito dagli italiani e inviato in esilio in Eritrea.
Ai primi di marzo del 1903 l'operazione prese avvio: 5 000 etiopi al comando del fitaurari Gabrè lasciarono Harar per dirigersi a Gheledi, lungo il corso del fiume Uebi Scebeli, onde tagliare la via di ritirata dei dervisci verso sud, mentre le colonne britanniche partire da Obbia e Berbera (composte prevalentemente da truppe sudanesi, indiane e yao), agli ordini del generale William Manning, si mossero su Gallacaio per intrappolare le forze del Mullah in una sacca; i più agili dervisci riuscirono però a sottrarsi alla trappola muovendo in direzione di Gumburu e Ual Ual, nella regione dell'Ogaden, obbligando i britannici a inoltrarsi in un territorio ricoperto di fitta boscaglia e privo di acqua. Il 17 aprile un distaccamento avanzato britannico venne caricato dalla cavalleria derviscia nei pressi di Gumburu, finendo quasi completamente annientato con la perdita di 9 ufficiali inglesi, 187 soldati africani yao e alcune mitragliatrici, mentre pochi giorni dopo una seconda colonna fu assalita a Daratoleh venendo messa in fuga dopo aver perso un quarto degli effettivi. Queste sconfitte obbligarono Manning a interrompere ogni offensiva e a far ripiegare tutte le sue forze sulla linea Bohotleh–Burao–Sheikh, ben all'interno del Somaliland e a protezione dei porti sulla costa, manovra completata per la fine del giugno 1903.

### La tregua del 1905
A dispetto le sue dure rappresaglie che colpivano le tribù che non si schieravano dalla sua parte, la popolarità di Abdullah Hassan tra le popolazioni somale andò in crescendo, incrementata dai successi riportati ai danni dei britannici e da una attenta serie di matrimoni politici che gli valsero la fedeltà di diversi clan; estremamente mobili, perfetti conoscitori del terreno e costantemente tenuti aggiornati da un efficiente servizio di informazioni e corrieri, i guerriglieri dervisci si dimostrarono avversari difficilissimi da battere. Fallita la campagna congiunta di Manning, nel giugno del 1903 il Mullah passò all'offensiva: aggirata la linea di resistenza britannica, i dervisci si insediarono nell'alta valle del Nogal, ritagliandosi un piccolo possedimento incuneato tra il Somaliland e il protettorato italiano della Migiurtinia e dotato di uno sbocco al mare presso il piccolo porto di Illig, sull'oceano Indiano.
Alla mossa del Mullah i britannici reagirono solo nell'ottobre seguente, quando il successore di Manning generale Charles Egerton preparò una quarta spedizione contro i dervisci: fu allestito un contingente di 7 800 soldati tra britannici, indiani e africani dei King's African Rifles, mentre da sud muovevano l'armata etiope del fitaurari Gabrè e le truppe di Obbia del nuovo sultano Ali Yusuf Kenadid. Le forze di Egerton invasero la valle del Nogal e il 10 gennaio 1904 agganciarono in combattimento la principale armata derviscia nei pressi del villaggio di Gid Ali, infliggendole una dura sconfitta; il porto fortificato di Illig fu espugnato il 21 aprile grazie al concorso di una squadra navale della Royal Navy sotto il contrammiraglio George Atkinson-Willes, ma per i successivi quattro mesi le truppe britanniche dovettero vagare in lungo e in largo per la Somalia settentrionale a caccia delle restanti bande di guerrieri del Mullah, che trovarono infine rifugio in Migiurtinia. I britannici offrirono ad Abdullah Hassan un salvacondotto perché potesse ritirarsi in esilio alla Mecca, ma l'offerta rimase senza risposta; già dal marzo del 1904, tuttavia, il Mullah aveva avviato alcuni contatti con i funzionari italiani in Somalia perché mediassero una tregua tra dervisci e britannici: dopo lunghi negoziati portati avanti dal console italiano Giulio Pestalozza, il 5 marzo 1905 Abdullah Hassan sottoscrisse a Illig una tregua con britannici ed etiopi, promettendo di fermare i suoi attacchi in cambio della cessione del territorio del Nogal, posto sotto un protettorato dell'Italia più formale che altro.

### La ripresa della guerriglia
Lungi dall'abbandonare il progetto di cacciare dalla Somalia tutti i colonizzatori stranieri, il Mullah sfruttò il periodo di tregua per riorganizzare le sue forze, ampliare il suo arsenale di armi moderne e stringere nuove alleanze con altri clan e tribù somale. Abdullah Hassan non perse occasione poi per destabilizzare i suoi vicini: nel febbraio del 1907 inviò incoraggiamenti e un carico di fucili moderni alle tribù dei Bimal del Benadir che, ispirate anche dall'esempio del Mullah, erano insorte contro le autorità coloniali italiane, mentre nel settembre seguente mandò armi e guerrieri in aiuto delle genti dell'Ogaden, alle prese con una nuova spedizione punitiva degli etiopi. All'inizio del 1908 il Mullah iniziò a tessere nuove alleanze, convincendo a unirsi nel suo jihād contro gli europei anche le tribù dei Bagheri della valle dell'Uebi Scebeli a sud e il clan dei Warsangali del Somaliland nord-orientale, oltre ai tradizionali alleati nelle tribù degli Ogaden; superando i tradizionali odi religiosi, Abdullah Hassan inviò anche lettere di amicizia all'imperatore etiope Menelik II per contrattare un'alleanza contro gli europei, progetto poi sfumato a causa del tradimento del suo rappresentante che passò le lettere del Mullah a italiani e britannici.
Nel settembre del 1908 i dervisci ruppero gli indugi e ripresero il conflitto: una colonna invase il sultanato di Obbia e attaccò la regione di Mudugh, nel tentativo di trovare una congiunzione con i Bagheri a sud, mentre razzie furono lanciate contro le tribù dell'Ogaden che avevano accettato la dominazione etiope e quelle del Somaliland fedeli ai britannici. Inizialmente, le potenze europee cercarono di contrastare questa recrudescenza della guerriglia senza impegnarsi in azioni militare dirette, decretando il blocco navale delle coste somale e l'invio di una missione diplomatica presso il Mullah, iniziativa conclusasi però con un fallimento; più successo ebbe l'opera di minare la coesione interna del movimento dei dervisci: grazie alla corruzione di un emissario del Mullah, britannici e italiani ottennero dall'antico maestro di Abdullah Hassan, Mohamed Saleh, una lettera di condanna delle azioni del discepolo, subito sfruttata per azioni di propaganda che provocarono la diserzione di alcune centinaia di guerrieri dervisci.
Il carisma di Abdullah Hassan riuscì però a tenere unito il nucleo centrale del movimento dei dervisci, e davanti alla recrudescenza degli attacchi dei ribelli tra il marzo e l'aprile del 1910 il governo britannico ordinò l'evacuazione delle regioni interne del Somaliland e il concentramento di tutte le forze disponibili a presidio dei porti sulla costa; la misura provocò l'immediato collasso delle regioni interessate in uno stato di anarchia, con lo scoppio lotte e scontri armati tra le varie tribù locali le une contro le altre. Danneggiati dal blocco navale italo-britannico, i sultanati di Migiurtinia e Warsangali sospesero l'invio di armi e viveri ai dervisci, obbligando il Mullah ad abbandonare la valle del Nogal: nel novembre del 1911, 6 000 dervisci penetrarono nelle regioni meridionali del Somaliland, battendo duramente la tribù dei Dhulbahante e provocando un vasto esodo verso le città della costa; dopo varie scorrerie, nel giugno del 1912 il Mullah spostò il suo accampamento principale più a sud, a Gerrouei, per poi insediarsi, sei mesi più tardi, nei pressi di Taleh: qui Abdullah Hassan decise di dare vita al suo progetto di costruire un embrione di Stato nazionale somalo e indipendente, facendo edificare una solida roccaforte stabile protetta una catena di forti ad ovest, dal monte di Shimbiris sulla costa al villaggio di Gid Ali nell'interno, eletta a frontiera con i restanti possedimenti britannici
Tra il 1913 e il 1915, mentre l'attenzione delle potenze europee viene assorbita dagli eventi della prima guerra mondiale, lo "Stato dei dervisci" raggiunse la sua massima espansione: il 9 agosto 1913 una colonna derviscia si scontrò con l'unica forza mobile britannica rimasta nella colonia, il Camel Constabluray del colonnello Richard Corfield, nei pressi della collina di Dul Madoba, annientandola e uccidendo anche il suo comandante; il 5 settembre seguente, 60 dervisci a cavallo entrarono nel Somaliland occidentale e saccheggiarono la città di Burrao, mentre tra il 12 e il 13 marzo 1914 una piccola forza derviscia penetrò per 500 chilometri nella colonia per andare ad attaccare i quartieri periferici della capitale Berbera, saccheggiando poi sulla via del ritorno svariati villaggi. Meno successo ebbero gli alleati del Mullah sul fronte sud-orientale: a partire dal 1911, una forza congiunta di truppe di Obbia e àscari del Regio corpo truppe coloniali della Somalia italiana riuscì a respingere le puntate offensive che le tribù Bagheri lanciarono in direzione del mare, passando poi al contrattacco sul finire del febbraio del 1912 quando una colonna italiana occupò la regione dello Scidle; nel giugno del 1913 una nuova spedizione italiana portò alla definitiva sconfitta delle forze dei Bagheri e all'occupazione nella Somalia meridionale di diverse cittadine dell'interno come Bur Acaba, Baidoa e Bulo Burti, mentre più a nord le truppe di Obbia riconquistarono Mudugh dai ribelli, andando a costituire un argine all'espansione dei dervisci verso est.

### Declino e fine

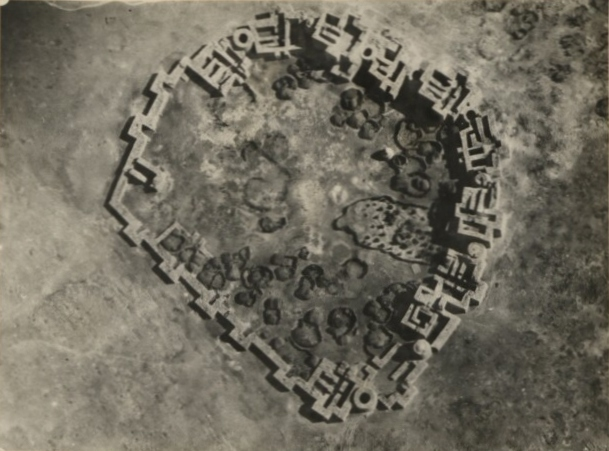
Il forte di Taleh ripreso da un aereo britannico.

Nel corso del periodo della prima guerra mondiale il Mullah cercò di rafforzare la sua posizione e di andare alla ricerca di nuovi alleati. La morte di Menelik II nel dicembre del 1913 portò alla sua successione, sul trono di Addis Abeba, di suo nipote ligg Iasù; membro del gruppo etnico islamico dei Galla per parte di padre, Iasù portò avanti una politica più conciliante nei confronti dei musulmani, stabilendo la sua corte ad Harar e intessendo relazioni amichevoli con l'Impero ottomano e la Germania, intenzionate a portare l'Etiopia in guerra a fianco degli Imperi centrali. La politica più amichevole intrapresa da Iasù destò l'interesse di Abdullah Hassan: all'inizio del 1915 emissari del Mullah si recarono più volte alla corte etiope per negoziare un'alleanza con la mediazione degli ottomani, e da Harar partirono carichi di armi diretti alle forze dervisce. L'alleanza ebbe tuttavia vita breve: preoccupate per la politica conciliante verso i musulmani, nel settembre del 1916 le massime autorità etiopi condussero un colpo di Stato ad Addis Abeba, detronizzando Iasù e rimpiazzandolo con la figlia di Menelik, Zauditù; rifornite di armi da britannici e francesi, le forze imperiali sconfissero i Galla di Iasù nella battaglia di Sagalé (22 ottobre 1916), riconquistando Harar e troncando i rapporti con i dervisci.
Sfumata la possibilità di un'alleanza con l'Etiopia, lo Stato dei dervisci si ritrovò progressivamente sempre più isolato: l'Impero ottomano, entrato in guerra con le potenze dell'Intesa alla fine del 1914, cercò di far arrivare al Mullah armi, munizioni, denaro e appoggio politico, ma il blocco navale italo-britannico delle coste somale impedì un afflusso massiccio di aiuti. Tra il 1915 e il 1918 i dervisci si mantennero sostanzialmente sulla difensiva, conducendo solo razzie e azioni su piccola scala; nel febbraio del 1915, un'offensiva del ricostituito Somaliland Camel Corps britannico portò alla cattura delle fortificazioni dervisce approntate sul monte di Shimbiris e di altre posizioni minori, obbligando il Mullah a far retrocedere la sua linea di resistenza occidentale nelle vicinanze della sua roccaforte di Taleh. Più a sud, colonne dervisce condussero incursioni nei territori controllati dagli italiani nel febbraio del 1916, venendo però fermate dai presidi di Bulo Burti e Tigieglò; il 27 marzo seguente, grazie al tradimento di alcuni irregolari somali assunti al servizio degli italiani, i dervisci presero e saccheggiarono il forte di Bulo Burti, venendo poi però respinti da una spedizione punitiva condotta dagli ascari del colonnello Bessone.

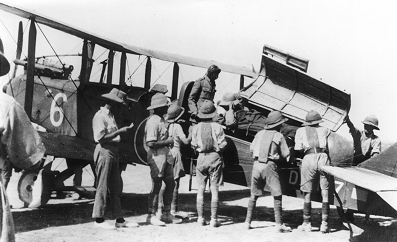
Un Airco DH.9A della Z Force, qui impiegato nel ruolo di aeroambulanza.

Il cordone stretto attorno ai suoi possedimenti portò a un lento soffocamento delle forze del Mullah. Nel settembre del 1919 truppe di Obbia si scontrarono con i dervisci nei pressi dei pozzi di Bullai e Angolaon infliggendo loro una sconfitta, mentre contemporaneamente bande irregolari somale al servizio dell'Italia saccheggiarono i dintorni della roccaforte derviscia meridionale di Belet Uen e forze della Migiurtinia rioccuparono la valle del Nogal sconfinando poi anche nel Somaliland; questi continui scontri logorarono le forze dei dervisci, obbligando il Mullah a spostarsi nel nord del Somaliland abbandonando la roccaforte di Taleh, dove fu lasciato solo un debole presidio. Davanti all'evidente disfacimento delle forze dervisce, nell'ottobre del 1919 il governo di Londra avviò i preparativi per una campagna risolutiva; venne assemblata una consistente forza di spedizione composta dal Somaliland Camel Corps, da un battaglione dei King's African Rifles e da una nuova arma che fece per la prima volta la sua apparizione nel teatro, l'aeronautica militare: sul finire del 1919 la Royal Air Force istituì a Berbera un'unità di aviazione ("Z Force") con dodici bombardieri Airco DH.9A, trasportati in teatro dalla nave appoggio idrovolanti HMS Ark Royal. Il 21 gennaio 1920 il contingente britannico iniziò le sue operazioni, e un bombardiere riuscì ad attaccare il campo del Mullah a Medisce, provocando scompiglio nelle file dei dervisci; altri bombardamenti nei giorni seguenti favorirono l'attacco il 25 gennaio dei reparti terrestri, che catturarono i forti dervisci di Gidi Ali e Barhan.
Battuto e scompaginato, il Mullah riuscì a ripiegare con un nucleo di guerrieri su Taleh, dove però fu subito localizzato dagli aerei della RAF; tra il 2 e il 3 febbraio la roccaforte derviscia fu sottoposta a continui bombardamenti aerei, in preparazione dell'assalto terrestre sferrato il 9 febbraio: Abdullah Hassan e una sessantina di seguaci riuscirono a fuggire prima che l'accerchiamento fosse completato, ma la demoralizzata guarnigione si arrese quasi senza combattere. Braccato dalle truppe britanniche, il Mullah riuscì a raggiungere i suoi alleati Bagheri nel sud, seppur con un seguito ridotto al minimo; ormai isolato dal Somaliland, Abdullah Hassan cercò di stabilire un nuovo centro di guerriglia nella valle dell'Uebi Scebeli, ma nell'agosto del 1920 subì un nuovo rovescio quando il suo accampamento fu assalito da 3 000 irregolari somali assoldati dai britannici, subendo ulteriori perdite a causa di una epidemia di vaiolo scoppiata tra i suoi seguaci. Dopo una nuova fuga attraverso la regione dell'Ogaden, nell'ottobre seguente stabilì un nuovo campo fortificato nelle vicinanze della cittadina di Imi con appena 400 fedelissimi, ma il 21 dicembre 1920 (la data precisa non è chiara) Abdullah Hassan morì dopo sei giorni di malattia (anche questa imprecisata, malaria o polmonite); la morte del Mullah decretò di fatto la fine della rivolta dei dervisci.

## Conseguenze
Per venti anni Mohammed Abdullah Hassan riuscì a portare avanti una proficua guerriglia ai danni di tre forti potenze estere, riuscendo, seppur non sempre continuativamente, a realizzare una certa unità nazionale tra i vari clan e tribù somale, sfruttando abilmente l'ottima conoscenza del terreno e una accorta politica di alleanze suggellate anche da matrimoni politici; per tali ragioni, la figura del Mullah è ancora oggi considerata come uno dei padri fondatori della moderna nazione somala.
Conclusasi la lunga guerra contro i dervisci, il territorio del Somaliland e quello della Somalia italiana conobbero un periodo di relativa pace e stabilità, interrotto solo dal coinvolgimento negli eventi della guerra d'Etiopia (1935-1936) e della campagna dell'Africa Orientale Italiana della seconda guerra mondiale (1940-1941); dopo gli eventi del secondo conflitto mondiale e un periodo di amministrazione fiduciaria italiana, le due colonie britannica e italiana ottennero infine l'indipendenza il 1º luglio 1960 come "Repubblica di Somalia".